# Myxus multidens
Myxus multidens är en fiskart som först beskrevs av Ogilby, 1888.  Myxus multidens ingår i släktet Myxus och familjen multfiskar. Inga underarter finns listade i Catalogue of Life.